# اس‌اس لتیتا
اس‌اس لتیتا (به انگلیسی: SS Letitia) یک کشتی بود که طول آن ۵۳۸ فوت (۱۶۳٫۹۸ متر) بود. این کشتی در سال ۱۹۲۴ ساخته شد.